# گوردون فری
گوردون فری (انگلیسی: Gordon Ferry؛ زادهٔ ۲۲ دسامبر ۱۹۴۳) فوتبالیست اهل بریتانیا است.
از باشگاه‌هایی که در آن بازی کرده‌است می‌توان به باشگاه فوتبال لیتون اورینت، باشگاه فوتبال آرسنال، و باشگاه فوتبال بارنت اشاره کرد.